# Río Pircas de Mondaca
El río Pircas de Mondaca o Piedras de Mondaca o a veces simplemente río Mondaca es un curso natural de agua en la Región de Atacama que nace en la cordillera y fluye hacia el noroeste para vaciarse en la ribera oriental del río Potro que es a su vez uno de los formativos del río Pulido de la cuenca del río Copiapó.

## Caudal y régimen
Luis Risopatrón da su caudal como de entre 130 l/s hasta 200 l/s.: 678 

## Historia
Risopatrón lo describe brevemente en su Diccionario Jeográfico de Chile:: 678 
Pircas de Mondaca (Río de las). Lleva 130 a 200 litros por segundo, corre hacia el NW i se vacía en la márjen E del curso inferior del río del Potro del de Pulido.